# Таширский район
Таширский район — административно-территориальная единица в составе Армянской ССР и Армении, существовавшая в 1937—1995 годах (название до 1991 года — Калининский район). Центр — Ташир (название с 1937 по 1991 гг — Калинино).

## История
Калининский район был образован в 1937 году.
В 1953 году Калининский район был упразднён, но в 1956 году восстановлен. Вторично упразднён в 1962 году, восстановлен в 1964. В 1991 году переименован в Таширский район. Упразднён в 1995 году при переходе Армении на новое административно-территориальное деление. Территория вошла в состав Лорийской области.

## География
На 1 января 1948 года территория района составляла 692 км².

## Административное деление
По состоянию на 1948 год район включал 1 рабочий посёлок (Лориплемсовхоз) и 15 сельсоветов: Илмазлинский, Калининский, Каракалинский, Каракилисинский, Кизилдашский, Кизилшафакский, Медовский, Михайловский, Норашенский, Привольнинский, Саратовский, Совугбулахский, Шахназарский, Эвлуинский.